# Träjonväxter
Träjonväxter (Dryopteridaceae) är en växtfamilj tillhörande divisionen ormbunksväxter (Pteridophyta).

## Släkten
- Acrophorus
- Aenigmopteris
- Amphiblestra
- Arachiodes
- Atalopteris
- Ataxipteris
- Camptodium
- Chlamydogramme
- Coveniella
- Ctenitis
- Cyclodium
- Cyclopeltis
- Cyrtomium
- Diacalpe
- Didymochlaena
- Dryopolystichum
- Dryopsis
- Dryopteris - lundbräknar
- Fadyenia
- Heterogonium
- Hypoderris
- Lastreopsis
- Leptorumohra
- Lithostegia
- Maxonia
- Megalastrum
- Nothoperanema
- Peranema
- Phanerophlebia
- Phanerophlebiopsis
- Plecosorus
- Pleocnemia
- Pleuroderris
- Polybotrya
- Polystichopsis
- Polystichum - taggbräknar
- Pseudotectaria
- Psomiocarpa
- Pteridrys
- Rumohra
- Stenolepia
- Stigmatopteris
- Tectaria
- Tectaridium
- Triplophyllum